# PDR (Band)
PDR ist eine deutsche Indie-Rock-Band aus Düsseldorf, die seit 2006 besteht.
Der Name der Band ist eine Abkürzung des zuvor genutzten Namens „Punk’d Royal“.

## Geschichte
Die Gruppe gründete sich 2006 um die Brüder Aljoscha und Niklas Mallmann sowie Matthias Stamm in Düsseldorf. Im Jahr 2010 folgte die erste offizielle Veröffentlichung in Form der EP Muscles.
Im Rahmen der „Muscles“ Tour spielte die Band 2010/2011 Konzerte in Deutschland sowie im europäischen Ausland. Hinzu kamen Touren im Vorprogramm von The Kills, The Drums, Darwin Deez, Kilians und Konzerte auf Festivals, wie dem Greenville Festival, Juicy Beats, C/o pop und dem Open Source Festival.
Die Stücke der EP Muscles fanden 2011 und 2012 Verwendung in diversen Folgen der deutschen TV-Soap Gute Zeiten, schlechte Zeiten.
Seit 2012 wird die Band bei Liveauftritten durch die Sängerin und Gitarristin Helene Heuser ergänzt.
Im Januar 2013 erschien das Debütalbum On A Whim, das vom amerikanischen Produzenten Chris Moore und der Band in New York und Baltimore gemischt wurde. Im Rahmen der Veröffentlichung trat die Band auch erstmals im Fernsehen auf und war unter anderem im ZDF-Morgenmagazin und in der Show Samstag Live! auf SKY zu Gast. 2013 eröffnete die Band die Hauptbühne des Open Source Festivals in Düsseldorf. Die erste Single Drive wurde einem größeren Publikum auch durch die Verwendung in der Sendung Germany’s Next Topmodel bekannt.
2014 veröffentlichte die Band die EP Internationals Islands. Die EP wurde im Tonstudio live vor Publikum eingespielt und gefilmt. International Islands erschien digital und enthält sowohl die Audioaufnahmen, als auch Live-Videos der Aufnahme-Session.

## Auszeichnungen
2011 wählte die dänische Sängerin Aura Dione die Band im Rahmen der Volkswagen Sound Foundation zum Newcomer des Jahres in der Kategorie Pop.
Die Band erhielt 2012 die Künstlerförderung für Kultur und Medien der Bundesrepublik Deutschland in der 17. Förderrunde der Initiative Musik.

## Diskografie
Alben
- 2013: On A Whim (Heimathafen / Welcome Home Music)

EPs
- 2010: Muscles (Heimathafen / Welcome Home Music)
- 2014: International Islands

Singles
- 2010: Kites (Heimathafen / Welcome Home Music)
- 2011: One Room One Hour (Heimathafen / Welcome Home Music)
- 2012: Drive (Welcome Home Music / Rough Trade Distribution)
- 2013: Walking On Water (Welcome Home Music / Rough Trade Distribution)
- 2013: Midsummer (Welcome Home Music / Rough Trade Distribution)

Kompilationen
- 2011: For Films Edit. 15 (Freibank Musikverlag)
- 2013: For Films Edit. 16 (Freibank Musikverlag)